# ブラックリスト作戦
ブラックリスト作戦（ブラックリストさくせん、英語: Operation Blacklist）は、太平洋戦争時のアメリカ軍による日本進駐計画の作戦名。この計画は日本のポツダム宣言受諾により、本土進攻を行うダウンフォール作戦に代わって実行された。

## アメリカの作戦計画

### 作戦構想
1945年5月、マッカーサーは参謀第3部のスタッフに「日本の突然の崩壊や降伏に備えた日本占領計画」の立案を命じた。平和的占領を前提としたこの計画は、7月16日に公表されて、ニミッツの海軍主導による「キャンバス作戦」と比較検討が行われた。アメリカ統合参謀本部は本案を採用した。
ブラックリスト作戦は海軍の支援体制もとで陸軍が上陸作戦を展開する計画で、連合国の同意した政策をマッカーサーの主導により日本と朝鮮半島において武装解除と統治を実施するものだった。この作戦は戦後の日本を東西ドイツのような分断国家にしないものとした。
最終案は8月8日に決定し、日本の主要14地域と朝鮮の3～6地域を段階的に占領する計画となった。既存の日本の統治機構を利用するものであったが、武力抵抗が行われる可能性を視野に入れ戦略的要所に基地が設けられた。
- フェーズ1

関東平野、長崎・佐世保、神戸・大阪・京都、青森（大湊）、ソウルに上陸。
- フェーズ2

上陸地点から下関・福岡、名古屋、札幌、釜山に進出。
- フェーズ3

呉、高知、岡山、敦賀、大泊（樺太）、仙台、新潟、朝鮮の群山、全州、大邱に進駐。
満洲および台湾の占領計画は含まれず、もし担当する場合は戦域外からの部隊の追加を必要とした。

### 戦力
海軍および空軍部隊の協力のもと陸軍部隊を最大22個師団、2個連隊戦闘団を展開する予定が立てられた。フェーズ1の実行には「オリンピック作戦」の第6軍上陸部隊に加えて「コロネット作戦」に就く予定だった第8軍が割り当てられた。また、朝鮮半島への進駐は第10軍の受け持ちとされた。

## 他国の同意
8月13日に中国とソビエト政府が同意した。この時ソ連はマッカーサーと並んでワシレフスキー極東軍司令官を連合軍最高司令官に任命する「二頭立て馬車」体制を申し入れたが、アメリカ側はこれを拒否。トルーマン大統領は8月15日にマッカーサーを正式に連合軍最高司令官（SCAP）に任命した。

## 計画の実行
計画実行後の状況については日本の降伏、連合国軍占領下の日本、連合軍軍政期 (朝鮮史)を参照。